# Manilva
Manilva is een gemeente in de Spaanse provincie Málaga in de regio Andalusië met een oppervlakte van 35 km². In 2007 telde Manilva 12.249 inwoners.

## Demografische ontwikkeling
Bron: INE; 1857-2011: volkstellingen